# Władysław Żytkowicz
Władysław Żytkowicz född 15 januari 1907 i Kościelisko, död 22 april 1977 i Hartford var en polsk vinteridrottare. Han deltog i två olympiska vinterspel och ingick i laget som kom på sjunde plats i uppvisningsgrenen Militärpatrull i Sankt Moritz 1928 och på nionde plats i Garmisch-Partenkirchen 1936. Han emigrerade senare till USA.